# Tesseract (groupe)
Pour les articles homonymes, voir Tesseract (homonymie).
Tesseract, souvent typographié TesseracT, est un groupe de metal progressif britannique, originaire de Milton Keynes, en Angleterre. Formé en 2003, le groupe est en actuel contrat avec le label Century Media Records. Il est crédité comme l'un des principaux groupes du mouvement djent de la scène metal progressif. En date, le groupe recense cinq albums studio : One (2011), Altered State (2013), Polaris (2015), Sonder (2018) et War of Being (2023).

## Biographie

### Débuts etOne(2003–2011)
Tesseract débute en 2003 avec le membre fondateur Acle Kahney lors de ses travaux avec le groupe Mikaw Barish. Sa créativité grandissante, Kahney poste des extraits de ses morceaux de guitare sur des forums comme Sevenstring.org, tout en se concentrant sur les avis des internautes. C'est de cette manière qu'une communauté de producteurs amateurs se crée et qu'une nouvelle vague de musique progressive appelée djent émerge. D'autres ayant participé à cette communauté djent incluent Misha Mansoor (Periphery), Paul Ortiz (Chimp Spanner), et John Browne (Monuments).
En 2009, le groupe se sépare de Obasanya et engage Daniel Tompkins (First Signs of Frost, Piano) au chant. Dan écrit et enregistre les morceaux de chant sur le premier EP du groupe Concealing Fate (commercialisé le 12 octobre 2010) et le premier album One (commercialisé le 21 mars 2011).
En 2010, ils partent pour une tournée promotionnelle nord-américaine de Concealing Fate EP, avec The Devin Townsend Project et participe au Great Indian Rock Festival en Inde.
En 2011, ils participent au The League Of Extraordinary Djentlemen Tour avec Periphery et Monuments au Royaume-Uni, puis au Scurrilous Tour avec Protest the Hero et Maylene And The Sons Of Disaster aux États-Unis. Plus tard en 2011, Tesseract part en tournée britannique pour l'album One avec Chimp Spanner et Uneven Structure et au Sonisphere de Knebworth.

### Perspective(2011–2012)
Le 20 août 2011, des rumeurs circulent sur le départ du chanteur Daniel Tompkins, tandis que Tesseract était monté sur scène avec un différent chanteur au Milton Keynes. Ces rumeurs sont confirmées par le groupe peu après le 23 août, alors qu'ils présentent leur nouveau chanteur, Elliot Coleman. Daniel Tompkins chante désormais pour les groupes Skyharbor et Colour, et développe de son côté son propre projet White Moth Black Butterfly. En septembre 2011, une version instrumentale de One est mise en ligne en octobre 2011, et les deux versions (originales et instrumentales) ont été commercialisées sous format vinyle. Début 2012, Tesseract travaille sur EP acoustique inspiré par leur session radio acoustique jouée à Brooklyn, New York, une année avant.

### Altered State(2012–2013)
Le 12 juin 2012, Tesseract annonce le départ de Coleman. « Malheureusement, notre cher vieux frère Elliot a décidé de quitter l'équipe TesseracT. On voudrait remercier Elliot pour tout ce qu'il a fait pour nous... » Le 7 septembre 2012, le groupe annonce un nouveau chanteur pour leur prochain single, Nocturne le 12 octobre. Une série de soirées européennes est annoncée, dont une performance au festival Euroblast,. Le nom du chanteur se révèle être Ashe O'Hara actuellement chanteur des groupes Voices From The Fuselage et These Precious Days. Le 15 décembre 2012, Monteith explique lors d'une entrevue avec Gothestro Radio leur intention de faire paraître leur second album Tesseract début 2013. Il explique également que l'album sera plus mélodique que les précédents.
Le 28 février 2013, le groupe révèle les dates de parution pour Altered State (27 mai 2013 au Royaume-Uni, 28 mai aux États-Unis), une liste des titres, et leur participation aux festivals The Algorithm et Enochian Theory peu avant la date de parution de l'album. La couverture de l'album a également été révélée.

### Polaris(2014–2016)
Le 27 juin 2014, TesseracT annonce leur séparation avec O'Hara et le retour du très apprécié par les fans du groupe, Daniel Tompkins. Les membres du groupe postent en effet plusieurs messages annonçant la nouvelle : « Nous nous sommes séparé à l'amiable avec Ashe, il s'est avéré que nous n'avions pas la même vision des choses, créativement parlant. Ashe a un talent fou et continuera d'avoir du succès dans sa carrière et nous lui souhaitons le meilleur ! Nous allons de l'avant avec TesseracT - Daniel Tompkins nous rejoindra en tant que membre à part entière du groupe. À partir de notre concert au Sonisphere au Royaume-Uni le 7 juillet 2014. Nous sommes également impatients de commencer l'écriture et l'enregistrement de notre troisième album avec Daniel, qui débutera plus tard cette année. »
Le 18 septembre 2015, parait l'album Polaris. En 2016, le groupe sort l'EP Errai.

### Sonder(2017–2022)
Le 8 février 2018, Tesseract sort le single Luminary et annonce la sortie du prochain album, Sonder, qui a lieu le 20 avril 2018.

### War of Being(depuis 2023)
Le 12 juillet 2023, Tesseract annonce la sortie de son cinquième album studio intitulé War of Being, qui a lieu le 15 septembre 2023.

## Membres

### Membres actuels
- Daniel Tompkins - chant (2009-2011, depuis 2014)
- Alec « Acle » Kahney – guitare (depuis 2003)
- James Monteith – guitare (depuis 2006)
- Amos Williams – basse, chœurs (depuis 2006)
- Jay Postones – batterie, percussions (depuis 2005)

### Anciens membres
- Julien Perier – chant (2004–2006)
- Abisola Obasanya – chant (2006–2008)
- Elliot Coleman (ex-Sky Eats Airplane) – chant (2011–2012)
- Ashe O'Hara - chant (2012-2014)

## Discographie

### Albums live
- 2015 : Odyssey/Scala
- 2021 : Portals

### EP
- 2010 : Concealing Fate
- 2012 : Perspective
- 2016 : Errai
- 2022 : Regrowth

### Singles
- 2011 : Nascent
- 2012 : Nocturne
- 2013 : Singularity (Radio Edit)
- 2015 : Messenger
- 2016 : Survival
- 2017 : Smile
- 2018 : Luminary
- 2018 : King

## Vidéographie
- Deception (Concealing Fate Part 2) (2010)
- Nascent (2011)
- Concealing Fate Live (2011)
- Eden (2011)
- Singularity (2013)
- Nocturne (2013)
- Of Matter Live (2014)
- Survival (2015)
- Hexes (2016)
- King (2018)